# Miřetice (Pardubice)
Miřetice é uma comuna checa localizada na região de Pardubice, distrito de Chrudim.